# 乃生佳之
乃生 佳之（のお よしゆき、1958年（昭和33年）6月29日 - ）は、日本の元タレント。ジャニーズ事務所の男性アイドルバックダンスグループ・ジャPAニーズの元メンバー。愛称はのおちん。東京都新宿区出身。桐蔭学園高等学校卒業。

## 来歴
1978年に「ジャPAニーズ」のメンバーとしてデビュー（1982年まで活動）。「ミュージックボンボン」（日本テレビ）では「ピラミッド」と共に、「レッツゴーヤング」（NHK）では川崎麻世や田原俊彦などのレギュラーバックダンサーとして出演するなど、音楽番組を中心に活動し、映画「ブルージーンズ メモリー」（1981年7月11日公開）にも出演した。
ジャPAニーズ解散後の1983年、シングル「だいじょうぶマイ・フレンド」で歌手としてソロデビューし、同タイトルの映画にも出演。その後は「欽ちゃんの週刊欽曜日」に出演したことがきっかけで一時期欽ちゃんファミリーにも名を連ね、「劇団四季」に入団したり、ファッションデザイナーとしても活動したが、一時芸能活動を休止。
その後は父親（大正2年生）が経営するうどん屋「白龍・笹塚店」（1995年に閉店）で店長として働いていたが、1988年に「B・D 104」のメンバーとして田原俊彦のシングル『抱きしめてTONIGHT』でバックダンサーとして芸能界に復帰（乃生は田原のシングル『恋＝Do!』でチャチャ人形の姿で踊ったり、共にCM出演をしたことがあった）する。
1990年に「フットワークプロダクション」に所属。1991年からは音楽事務所「スノーベア」にも業務提携で一時所属した。この他、さだまさしの関連番組や楽曲、ライブなどにも参加した。
2000年代からは結婚式やイベントの司会業をするようになっていたが、化学物質過敏症を発症した事が原因で芸能活動を休止。現在は半引退状態にある。

## 人物
- デビュー時は年齢を1歳若くしていた。また、一部雑誌には野生佳之と誤表記があった。

## 主な出演作品

### バラエティ・歌番組
- アップルシティ500（1982年10月4日 - 1983年5月6日、TBS） 月曜～木曜の司会を担当（かとうゆかり、小森まなみ他と共に）。
- 夜のヒットスタジオ（1983年4月4日、フジテレビ） 自身の楽曲「だいじょうぶマイ・フレンド」を加藤和彦、広田レオナ、渡辺裕之との共演で披露。
- 霊感ヤマカン第六感（1983年、朝日放送）
- 欽ちゃんの週刊欽曜日（1984年、TBS）
- アイドル共和国（1990年、テレビ朝日）
- 桜っ子クラブ（1991年4月20日 - 8月26日、テレビ朝日） 「桜っ子クラブさくら組」のオーディションの審査員としてゲスト出演した。

### テレビドラマ
- おにいちゃん（1982年、TBS） - 川崎麻世と共演
- 年ごろ家族（1984年、TBS）- 滝井亮一 役
- 大型時代劇スペシャル「霧の橋の決闘!みちのく紅花女と必殺男・江戸の中小企業がんばる!」（1999年7月6日、朝日放送 / テレビ朝日）

### 映画
- ハイティーン・ブギ（1982年8月7日公開、東宝）
- だいじょうぶマイ・フレンド（1983年4月29日公開、東宝）- モニカ 役
- Love Forever（1983年8月4日公開、東宝）
- 虹の橋（1993年10月9日公開、東宝）- 彦十 役

### 舞台
- 劇団四季作品
- ラ・ボエーム'85ミュージカル「原宿物語」（1985年、中野サンプラザホール、出演:THE GOOD-BYE、伊藤麻衣子、岡崎友紀、柳沢超） - サブ 役
- シンデレラ（1986年3月 - 4月、シアターアプル、出演:伊藤つかさ） - 王子 役
- KEI ONO DANCE NUTS公演「躍らせて 鳥のように」（1990年3月、シアターサンモール、作：森泉博行、演出：小野恵子）
- マランドロ～チ・ン・ピ・ラ・オ・ペ・ラ（1990年7月6日 - 28日、日生劇場、出演:田原俊彦、杏子、うじきつよし、峰岸徹、演出:宮本亜門、振付：前田清実、ボビー吉野）
- 少年隊ミュージカル「PLAYZONE・SHOCK」（1991年7月4日 - 8月14日、青山劇場・大阪フェスティバルホール）
- KEI ONO DANCE NUTS公演「躍らせて 鳥のようにII」（1994年、シアターサンモール、作：森泉博行、演出:小野恵子）
- 音楽劇「ご親切は半分に…」（1997年3月20日 - 29日、東京国際フォーラム） - 唐津トミオ 役

### ラジオ
- モアーズミュージックワイド（ニッポン放送） ゲスト出演
- 理佐とノオチンのDOKIDOKIトーク1.5（1988年、文化放送・「15はドキドキ ピンクコング'88」内） 立花理佐との共演番組。
- ナヴィとノオチンの今夜もグラッチェ（1989年、文化放送・「15はドキドキ ピンクコング'3」内） 細川直美との共演番組。
- 明星 ノオチンと太田さんのピンコン二人旅（1989年、文化放送） 太田英明アナウンサーとの共演番組（CHA-CHAの西尾拓美がよくゲスト出演していた）。
- さだまさしのセイ!ヤング（文化放送） 西村知美や西尾拓美らと共によくゲスト出演していた。
- 放送作家だよ!全員集合（文化放送） 小森まなみと共にパーソナリティをした特別番組。

### CM
- グリコ 「アーモンドチョコレート」（田原俊彦と共演）

### コンサート
- 夏 長崎から さだまさし（1990年 - 1996年、さだまさしの恒例野外コンサート）

### イベント
- のおちんのALTAサンデー情報局（1992年 - 1995年、新宿アルタ・バルコニーステージ）

### ディスコグラフィ
シングル
- だいじょうぶマイ・フレンド[4]（1983年3月21日・映画「だいじょうぶマイ・フレンド」エンディングテーマ、キャニオン・レコード）
- さだまさし「SMILE AGAIN」（1992年9月25日発売）[5]

アルバム
- 深見梨加「世にも素敵な物語～ミステリー・トレインに乗って～」[6]（1995年11月21日発売）

### 写真集
- ミステリー・トレインに乗って 世にも素敵な物語 ～深見梨加写真集[7]（1995年10月、キネマ旬報社）